# Nielsen NetRatings
Nielsen NetRatings ist ein Internet-Tracking-Service (Online-Panel) der Medien- und Informationsgruppe The Nielsen Company, welcher Erhebungen zum Publikum, zu Werbungtreibenden und zu beiden Aktivitäten im Netz auf globaler Basis liefert und rund 90 % der weltweiten Online-Aktivitäten in etwa 30 Ländern misst.
Nielsen NetRatings wird als Planungs- und Kontrollinstrument für die Nutzung von Webseiten genutzt. Das Online-Panel war ursprünglich ein gemeinsamer Service des Marktforschungsunternehmens ACNielsen und des Technologieunternehmens NetRatings Inc. (Tochtergesellschaft von Nielsen Media Research) zur Beobachtung der Nutzer- und Werbeaktivitäten im Internet, der im Laufe des Jahres 2000 auch in Deutschland eingeführt wurde.
Das Joint Venture nannte sich ACNielsen eRating.com und trat in Konkurrenz zu:
- Jupiter MMXI (Joint Venture von Jupiter Media Metrix, USA und den europäischen Marktforschungsunternehmen GfK AG, Ipsos S.A. und der Observer Group, Start 1999)
- NetValue (Tochter NetValue S.A. Frankreich, Start 1999)

ACNielsen und Nielsen Media Research waren beide ursprünglich Teil der von Arthur C. Nielsen gegründeten Firma, wurden jedoch infolge einer Umstrukturierung ihrer späteren Muttergesellschaft Dun & Bradstreet 1996 als zwei eigenständige Unternehmen ausgegliedert. Im Oktober 1999 wurde Nielsen Media Research von VNU übernommen. Durch den Erwerb von Nielsen Media Research wurde VNU gleichzeitig Mehrheitseigner der NetRatings Inc.
2001 wollte ACNielsen eRating.com den Konkurrenten Jupiter MMXI für 71,2 Millionen Dollar übernehmen. Die Fusion scheiterte am Widerstand der US-Kartellbehörden. Jupiter Media Metrix zog sich daraufhin aus Europa zurück, das Joint Venture Jupiter MMXI wurde aufgelöst und die deutsche Niederlassung in Nürnberg wurde komplett geschlossen. ACNielsen eRatings.com übernahm die Kundenliste und ein Patent auf Onlinepanel-Messverfahren.
Nach der Übernahme von ACNielsen durch die VNU-Gruppe wurde im Mai 2002 der auf das Internet spezialisierte US-amerikanische Werbe-Statistikdienst NetRatings Inc., bis dahin schon mit 19,9 % beteiligt, hundertprozentiger Eigentümer von ACNielsen eRatings.com, nachdem die restlichen, bei ACNielsen liegenden Aktienanteile für 9,6 Millionen US-Dollar übernommen wurden. Als neuer Name wurde Nielsen NetRatings gewählt.
Nach der Übernahme des Konkurrenten NetValue im Jahr 2002 wurde Nielsen NetRatings zum einzigen Anbieter und es entstand ein Monopol in der Online-Reichweitenmessung. Dieses besteht inzwischen aufgrund von Wettbewerbern wie comScore nicht mehr.